# 安東尼奧·帕爾馬
安東尼奧·帕爾馬（義大利語：Antonio Palma；1994年1月3日—）是一位意大利足球運動員。在場上的位置是中場。他現在效力於意大利足球甲級聯賽球隊亞特蘭大足球俱樂部。他也代表意大利國少隊參賽。